# Adapazarı
Adapazarı (pronunciat adapaˈzaɾɯ, en turc modern; turc otomà: اطاپازاری) és una ciutat de la part nord-occidental de Turquia i un districte de la província de Sakarya. Forma part d'una regió densament poblada del país, coneguda com a Regió de la Màrmara. El 2010 la ciutat tenia 560,876 habitants (centre metropolità)

## Història

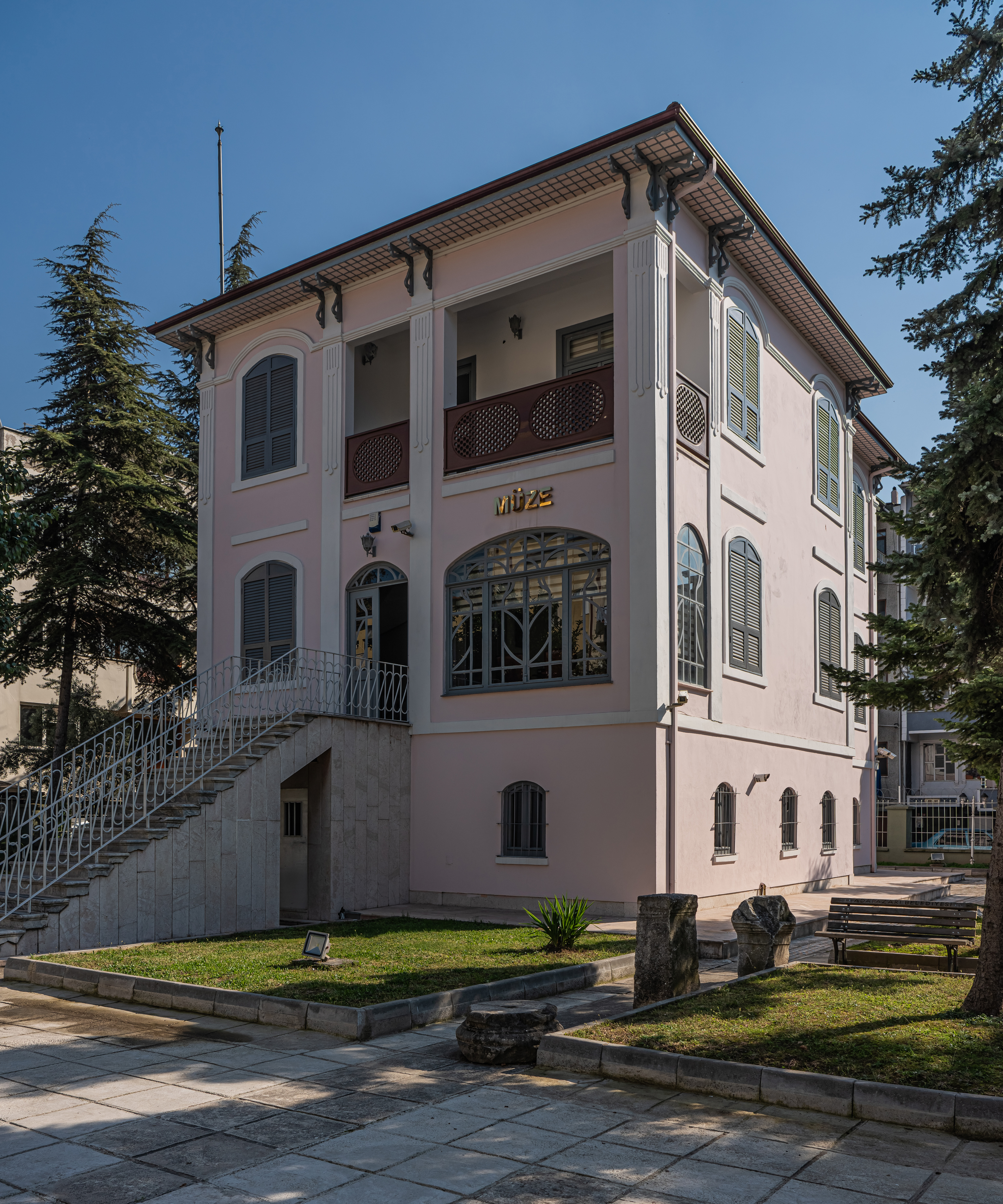
Museu de Sakarya a Adapazarı

La història d'Adapazarı es remunta al 378 aC. Els pobladors antics incloïen frigis, bitinis, cimmeris, lidis i perses, però Adapazarı prengué la seva identitat dels governants romans i romans d'Orient. Una de les més importants restes amb rellevància històrica és el Pont de Justinià (Beş Köprü) construït per l'emperador romà d'Orient Justinià I el 533. Històricament, se situava a la vella carretera militar que anava des de Constantinoble (ara Istanbul) a l'est, connectat en l'Antiguitat tardana per l'important Pont de Sangarius i, des del final del segle xix, per un brancal de la línia de ferrocarril d'Anatòlia. Una part gran de la població té avantpassats de la mar Negra, de ciutats com ara Trabzon i Rize. La comunitat hayhurum tenia una significativa presència a Adapazarı on hi havia hagut una comunitat armènia des de 1608. Els grecs d'Adapazarı van ser inclosos en l'intercanvi de poblacions entre Grècia i Turquia, i van reassentats a diverses parts de Grècia. Els objectes i articles culturals que pertanyien a aquesta petita comunitat es mostren avui al Museu Benaki d'Atenes.

## Clima
Adapazarı té un clima subtropical humit (Classificació climàtica de Köppen Cfa), amb influències marítimes i continentals considerables. Els estius són calorosos i molt humits, i la màxima temperatura mitjana es troba al voltant de 29 °C en juliol i agost, encara que les temperatures excedeixen normalment els 30 °C en juny, juliol, agost i fins i tot setembre. Els hiverns són frescos i humits, i la mínima mitjana més baixa es troba al voltant de 3 °C el gener. La precipitació és alta i bastant uniformement distribuïda durant l'any, i és més intensa a la tardor, hivern i primavera.
La neu és bastant comú entre els mesos de desembre i març; neva durant una setmana o dos, i quan hi neva ho pot fer algun cop de manera intensa.

## Economia
Adapazarı és la seu d'una gran fàbrica d'automòbils, propietat de Toyota Motor Corporation, així com la fàbrica de trens de Hyundai EURotem. A Sakarya també s'hi troba una de les més grans fàbriques de material mòbil per a l'èxercit de Turquia. Unes altres indústries essencials a la ciutat i la seva província circumdant inclouen les fàbriques tèxtils per a productes de seda i lli. L'agricultura i silvicultura també formen una part important de l'economia de la ciutat, amb la producció de tabac, fusta, capolls i verdures.

## Educació
La Universitat de Sakarya va ser fundada com a Enginyeria i Arquitectura de Sakarya el 1970. Fou rebatejada com a Acadèmia Estatal d'Enginyeria i Arquitectura de Sakarya el 1971. Endegà programes de Màster de Ciència i Doctorat de Filosofia el 1980. Els programes eren executats per l'Institut de Ciències Pures i Aplicades de l'İTÜ (Universitat Tècnica d'Istanbul). Es va limitar a la Universitat Tècnica d'Istanbul el 1982 com a Facultat d'Enginyeria de Sakarya. Finalment marxà de l'İTÜ i es convertí en Facultat d'Enginyeria de la Universitat de Sakarya el 1992. Des que hi ha un important nombre d'alumnes a la universitat, la ciutat ha estat influïda per aquesta.

## Esports
Adapazarı és la llar del Sakaryaspor. El Sakaryaspor ha guanyat la Copa Turca una vegada i ha jugat en la Lliga turca de futbol durant 11 temporades. Ascendiren una altra vegada a la Banc Asya 1. Lig aquest any, el segon nivell de la piràmide de futbol turca, mentre guanyaven consecutivament el Konya Torku Şekerspor, Bugsaşspor i Bandırmaspor en els partits d'eliminatòria de la Spor Toto 2. Lig. Tot i que el Sakaryaspor no és sempre un equip permanent de la SuperLeague, ha estat el planter de molts dels millors jugadors de Turquia, com ara Hakan Şükür, Tuncay Şanlı, Oğuz Çetin, Aykut Kocaman i molts més.

## Personatges notables
- Sait Faik Abasıyanık - escriptor i poeta turc
- Mithat Bayrak (1929-2014) - lluitador grecoromà turc
- Semih Saygıner - jugador de billar de caramboles turc
- Tuncay Şanlı - futbolista turc
- Hakan Şükür - futbolista turc
- Betül Cemre Yıldız - Gran mestre d'escacs turca

## Ciutats agermanades
| Ciutat     | País                   | Any  |
| ---------- | ---------------------- | ---- |
| Delft      | Països Baixos          |      |
| Xumen      | Bulgària               |      |
| Louisville | Estats Units d'Amèrica | 2012 |
| Sukhumi    | Geòrgia                | 1992 |